# La Fresneda
La Fresneda – gmina w Hiszpanii, w prowincji Teruel, w Aragonii, o powierzchni 39,48 km². W 2014 roku gmina liczyła 468 mieszkańców.